# Old 8×10
Old 8×10 släpptes den 12 juli 1988, och är ett studioalbum av Randy Travis. 

## Låtlista
1. "Honky Tonk Moon" (Dennis O'Rourke) - 2:49
2. "Deeper Than the Holler" (Paul Overstreet, Don Schlitz) - 3:39
3. "It's Out of My Hands" (John Lindley, Randy Travis) - 4:11
4. "Is It Still Over?" (Ken Bell, Larry Henley) - 3:11
5. "Old 8×10" (Joe Chambers, Larry Jenkins) - 2:57
6. "Written in Stone" (Mac McAnally, Schlitz) - 3:14
7. "The Blues in Black and White" (Wayland Holyfield, Verlon Thompson) - 2:59
8. "Here in My Heart" (David Lynn Jones) - 3:11
9. "We Ain't Out of Love Yet" (Larry Henley, Gene Pistilli) - 2:23
10. "Promises" (John Lindley, Randy Travis) - 4:01

## Medverkande
- Baillie & The Boys - bakgrundssång
- Eddie Bayers - trummor
- Dennis Burnside - piano
- Larry Byrom - akustisk gitarr
- Mark Casstevens - akustisk gitarr
- Jerry Douglas - Dobro
- Béla Fleck - banjo
- Paul Franklin - pedabro
- Steve Gibson - akustisk gitarr, elgitarr
- Doyle Grisham - steel guitar
- David Hungate - basgitarr
- Teddy Irwin - akustisk gitarr
- Shane Keister - piano
- Kyle Lehning - piano
- Dennis Locorriere - bakgrundssång
- Larrie Londin - trummor
- Brent Mason - akustisk gitarr, elgitarr
- Terry McMillan - munspel, slagverk
- Mark O'Connor - fiol
- Billy Puett - klarinett, basklarinett
- Dennis Sollee - klarinett
- Randy Travis - vocals, akustisk gitarr
- Jack Williams - basgitarr

## Listplaceringar
| Lista (1988)                     | Topplacering |
| -------------------------------- | ------------ |
| Kanada, RPM Country Albums       | 1            |
| Kanada, RPM Top Albums           | 14           |
| US, Billboard Top Country Albums | 1            |
| US, Billboard 200                | 35           |

### Fotnoter
1. ↑  ”Review by Brian Mansfield” (på engelska). Allmusic. 11 mars 1988. http://www.allmusic.com/album/old-8x10-mw0000199952. Läst 13 november 2014.
2. ↑  ”Randy Travis: Good Ol' New-Age Boy” (på engelska). Los Angeles Times. 10 juli 1988. http://articles.latimes.com/1988-07-10/entertainment/ca-9161_1_randy-travis. Läst 13 november 2014.
3. ↑  Robert Christgau (11 mars 1988). ”CG: Randy Travis” (på engelska). Robert Christgaus webbplats. http://www.robertchristgau.com/get_artist.php?name=randy+travis. Läst 13 november 2014.
4. ↑  ”Randy Travis - Old 8x10 LP” (på engelska). CD Universe. 11 mars 1988. http://www.cduniverse.com/productinfo.asp?pid=8857390&style=music. Läst 13 november 2014.